# Tjörneshreppur
Tjörneshreppur es un municipio de Islandia. Se encuentra en la zona norte de la región de Norðurland Eystra y en el condado de Norður-Þingeyjarsýsla. 

## Población y territorio
Tiene un área de 199 kilómetros cuadrados. Su población es de 57 habitantes, según el censo de 2011, para una densidad de 0,28 habitantes por kilómetro cuadrado.
Separa las bahías de Skjálfandi, al occidente, y de Öxarfjörður, al oriente. Por el sur limita con el municipio de Norðurþing, que lo rodea por tierra.